# Max Ackermann
Max Ackermann (n. 5 octombrie 1887, Berlin – d. 14 noiembrie 1975, Bad Liebenzell, landul Baden-Württemberg) a fost un artist grafic și pictor german, specializat în opere de artă abstractă și reprezentativă⁠(en)[traduceți].

## Biografie

### Anii timpurii
În anii 1918-1919 a fost membru al grupării Blauer Reiter, mai apoi ezitând îndelung între pictura realistă și cea abstractă. În 1928, îl cunoaște pe Kandinski, iar în 1930 înființează la Stuttgart un seminar pentru „pictură absolută“.

### De la „artist degenerat” la artist cunoscut
Naziștii îl declară „artist degenerat“ și îi interzic în 1936 activitatea didactică.
În anii 1950 lirismul său cedează locul unui limbaj formal mai frust, susținut de coloranți acrilici de o mare luminozitate. Lucrările târzii sunt în general dominate de o plajă întinsă de culoare (de pildă un bleu „sonor”), care marchează centrul imaginii, bordată de accente constituite din mici elemente cromatice dinamice.

### Lucrări importante
- Dans pe plajă,
- Oră matinală,
- Tripticul Fluture.